# トヨタ・GT-One TS020
トヨタ・GT-One（トヨタジーティーワン、Toyota GT-One）は、トヨタが1998年のル・マン24時間レース参戦用に開発したレーシングカー。建前上はLMGT1規定に該当するグランドツーリングカーとなっているが、実態はプロトタイプである。正式名称はGT-Oneであるが、TS010の流れを汲むスポーツカーとして、型式名のTS020でも呼ばれる。

## マシン
活動初年度の1998年は、フランス西部自動車クラブが独自に規定しているLMGT1にのみ依拠しており、国際自動車連盟 (FIA) 国際スポーツ法典付則J項のグループGT1 (グランドツーリング・スポーツカー) とは無関係のフリーフォーミュラ (グループE) であるため、FIAグランドツーリング選手権 (1997年から1998年) への参加資格はない。
TS010までのマシンは日本国内で開発されていたが、GT-Oneはドイツのケルンに拠点を置くトヨタのレース子会社トヨタ・チーム・ヨーロッパ (TTE) で開発された。設計はプジョー・905などを設計したアンドレ・デ・コルタンツ。テストカー・公道車仕様を含め7台のみが生産されている:49。
ダラーラが製作に関わったモノコックは屋根まで剛性を持たせた完全一体型で、後方にエンジンをストレスメンバーとして剛結。ボディはフロントディフューザーなどグランド・エフェクトを最大限に利用した複雑なデザインでGTカーとしては画期的だった。足回りは前後ともプッシュロッド型ダブルウィッシュボーンを採用し、フォーミュラカーの様な長いアームを持つ。横置きシーケンシャル6速の自社製トランスミッションを使用し、99年仕様では独メガライン社製空気圧作動式パドルシフトシステムを採用した。しかし徹底的に性能を追求した為に居住性や整備性は劣悪だったという。片山右京によると、フロントウインドウの左右に太いピラーがあることと、ホイールハウスの高い隆起があるため、前方左右の視界も良くないという。一方で、土屋圭市は後年、車内の温度はそこまで上がらず快適だったと言及している。市販車のプロモーションを重視していたトヨタからはクローズドボディにするようにという指示はあったが、デ・コルタンツはもともと空力効率と自由度の観点からクローズドにするつもりだったという。
エンジンはグループC用のR36Vを改良したR36V-Rを使用。R36V-Rには新たにフレッシュエアシステム（ミスファイアリングシステム）が採用されたが、1998年はそれが原因で燃費に苦しんだ。また1999年型はリストリクターの取り付け方法変更が認められた他、LMGT1の廃止によってLMGTPクラスとしてエントリーしたため、出力は600 PSから700 PSになった。
リアセクションは、キャビンが後半部より急激に絞り込まれ、また極端に薄いデザインとなっている。これは、当時のレギュレーションにおいて「GT1クラスの車両は、規定容量以上のトランクスペースが必須」であると同時に、「レース用燃料タンクの設置場所はトランクスペースでもよい」という、ルールブックの隙間を突く形で実現されている。具体的には、運転席の後ろに確保されたわずかな空間をトランクスペースとして申請し、そこにレース用燃料タンクを配置することで、リヤセクションの特異なスタイルを実現している。最高速は1998年のル・マンで343 km/h、1999年は351 km/hを記録した。
1998年はLMGT1規定でエントリーしたためにEU法規に合致させたロードバージョン（市販車）も1台製作されたが、その外見はレースカーとほぼ同一で、前輪のトレッドや車高、そしてナンバープレートの有無程度しか差異が無かった。もちろん、この車両が実際に市販されることはなかった。規定で定められているラゲッジスペース位置の解釈(96・97年の911GT1も同様にトランクスペースを燃料タンク化している)、最低生産台数を定義していたロードカーの存在など、LMGT1規定の裏をかいたあくまでも「競技車輌ありきのロードカー」であり、そのデザインは1994年のワークスシャシーのポルシェ・962Cに保安部品をつけただけの「GT」、ダウアー・962GTを想起させ、当時の他のエントラントから非難が殺到した。また、すでにホモロゲーションが有名無実化していたLMGT1クラスが廃止され、1999年度よりLMGTPクラスへと改定される契機となった。ただしホモロゲーション取得条件の緩さを利用してこのような「市販車」を開発するのは、1966年のFIA国際スポーツ法典改編以降、モータースポーツ界では一般的に行われていることであり、同法典付則J項のグループGT1でもポルシェ・911 GT1で同様のことは行われていた。
公道車仕様のLM803は、エンジンはV8ツインターボであるもののプレチャンバー、ターボ、エギゾースト、燃料供給システムなどはレース仕様とは異なる。またサイドブレーキとシガーライター、「K-LM 1998」のナンバープレートも装備している。現在もTMGのエントランスホールに保管されているが、隣に置いてあるのがカローラWRCとTS050 HYBRIDのカラーに塗装されたTS030 HYBRIDであることからも、TMGにとってのその存在の大きさが分かる。

## 成績

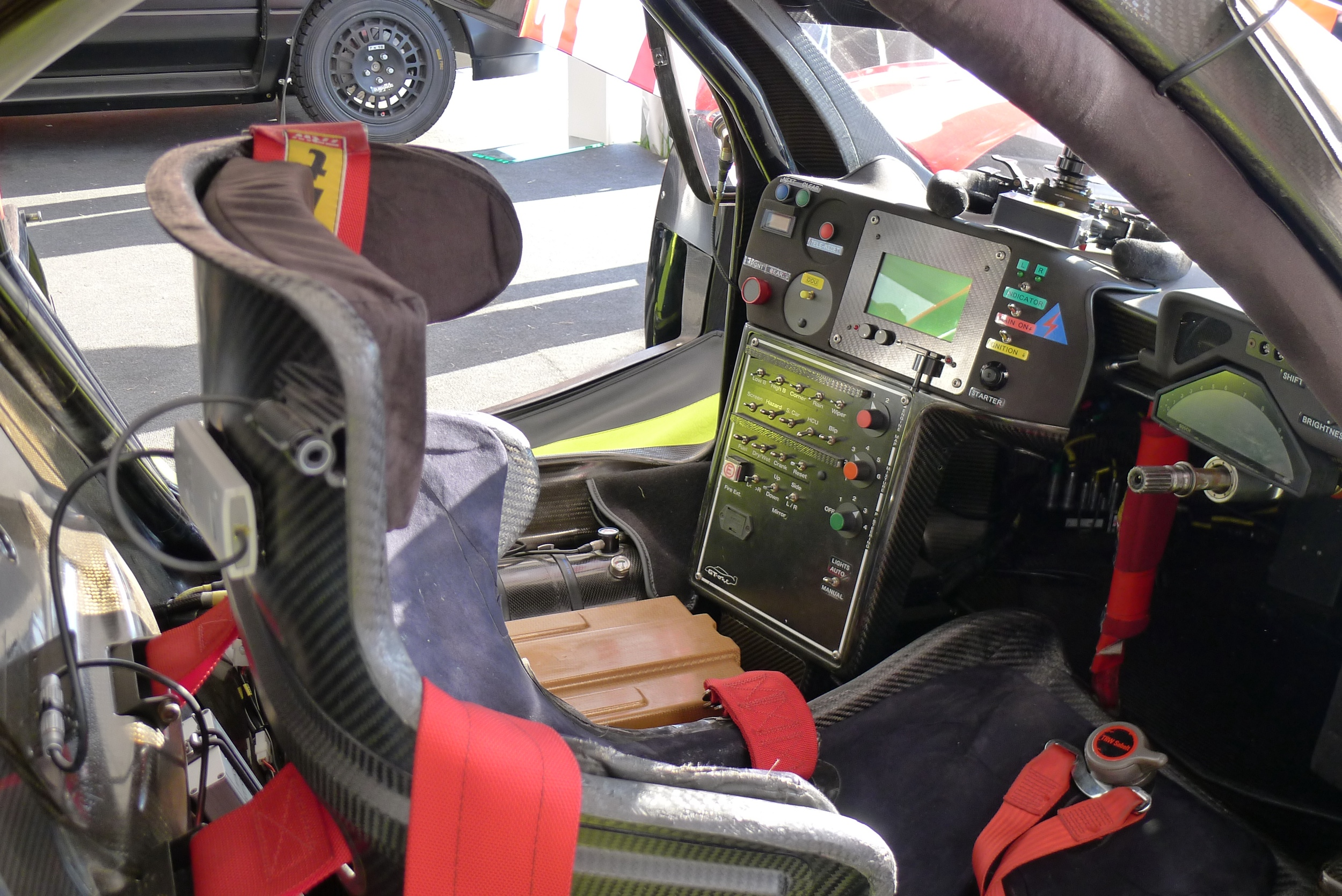
コクピット内部

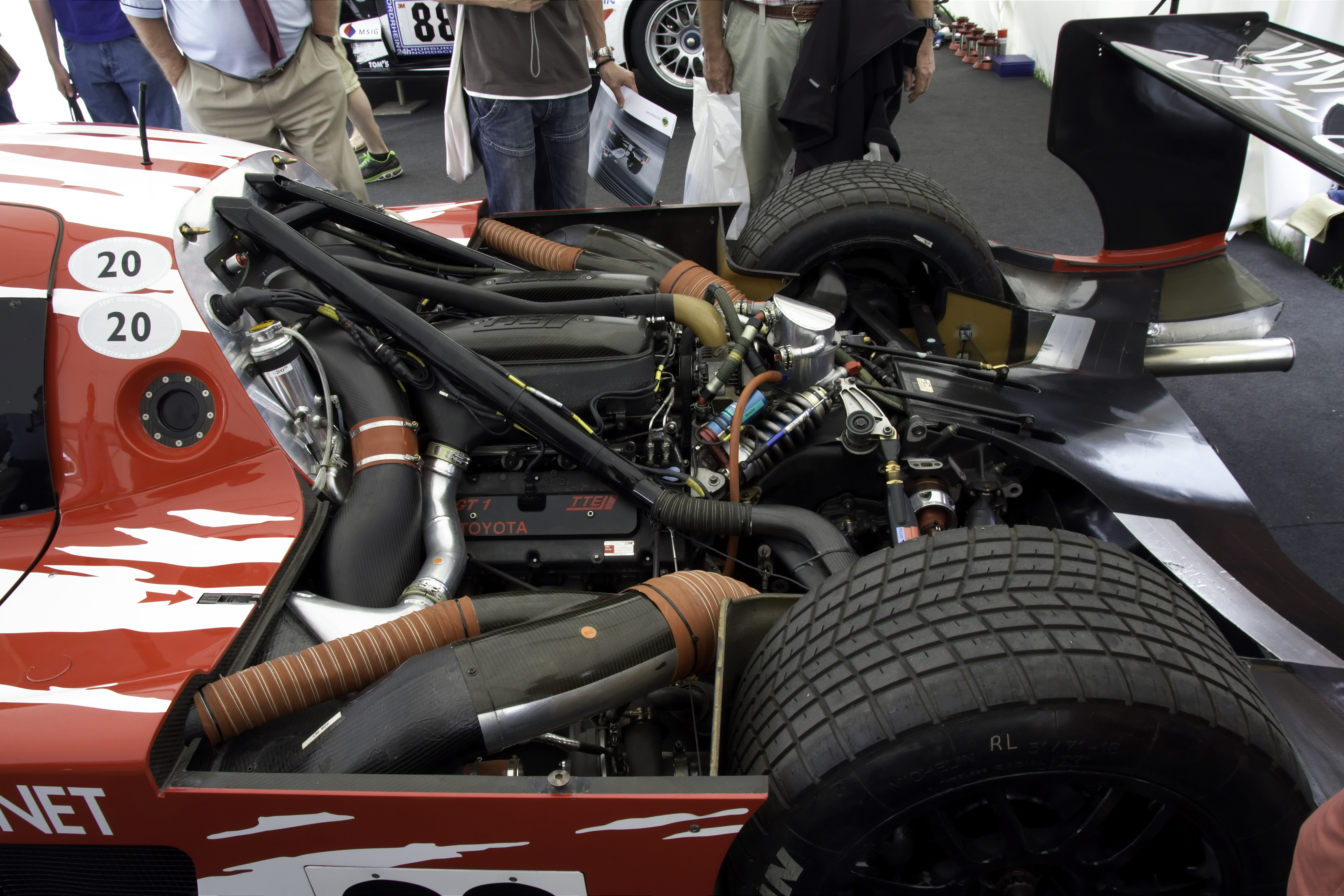
エンジンカウル内部

1998年のル・マン24時間レースにLMGT1クラスへ3台体制で参戦（27・28・29号車）。際立った速さを見せたが懸念されていたミッショントラブルが多発した。27・28号車は序盤からミッショントラブルを抱え優勝戦線から脱落。29号車は深夜と早朝と2度にわたり同様のトラブルに見舞われるが、27・28のトラブルシューティングを活かし素早く修復。しかし1位を走りながら残り1時間15分のところで3度目のミッショントラブルが起こり、ピットに帰還できずリタイヤ。優勝戦線から離れた28号車はファステストラップを記録するが、夜半にクラッシュ・リタイア。片山右京・鈴木利男・土屋圭市組の27号車が総合9位に食い込むに留まった:34。
1999年はLMGTPクラスに3台体制で参戦（1・2・3号車）:59。昨年見せた速さと2年目であることの信頼性により、絶対的に本命視されていた。1インチ小さくなったタイヤと燃料タンク容量が10 L削減された規定に合わせて、細部をリファインした改良型を投入、1号車・2号車がフロントロウ独占する圧倒的な速さを見せた:59-61。
下馬評ではトヨタ圧倒的有利、というものだったが、実際にレースが始まってみると意外にもBMW・V12 LMR、メルセデス・ベンツ・CLRを引き離すことができない展開となった。そして1号車が序盤にトランスミッションの油圧系のトラブルにより大きく順位を落とし優勝戦線から脱落:64。その後ガードレールにクラッシュ・リタイア。2号車は序盤からBMW17号車と同一ラップでトップ争いを展開していたが、夜半に下位クラスの車に追突されてクラッシュ・リタイア:64。3号車は抑えたペースで走行していたが、ここでペースアップ。
それまでのペースの遅さから3号車はBMW17号車から4週遅れ・15号車から1週遅れにされていた。残り4時間で17号車がクラッシュ・リタイア。優勝の目が見えた3号車はファステストラップを記録しながら激しく追い上げ、15号車に22秒差まで迫りゴールまでにトップに立てる計算だった。しかし、ユノディエールにて328 km/hの速度で左後輪のタイヤがバースト。片山の咄嗟のマシンコントロールにより態勢を立て直しクラッシュは免れたものの、緊急ピットインを余儀なくされ後退。結果は総合2位（LMGTPクラス優勝）でゴールした:67。
この年はル・マン富士1000kmにもエントリーした。これが3戦目にしてTS020最後のレースとなったが、タイヤ戦略の稚拙さ、2度の黄旗追越によるペナルティストップにより、日産・R391に優勝を奪われまたも2位に甘んじる事となり、一度も総合優勝を果たす事無くレースの舞台から姿を消す事となった。
その後、F1にエントリーを表明したトヨタの技術試験のテスト車として、エンジンやブレーキ、その他補機類等の比較検討に供され、暫くの間テスト走行を行っていた。また個人に売却された車両も存在し、イベント等で姿を見せることがある。1998年のアップデート車ではない新規製作された車両であるシャシーナンバー7は、その後TMGから設計者であるアンドレ・デ・コルタンツに贈呈されて、現在も保有している。

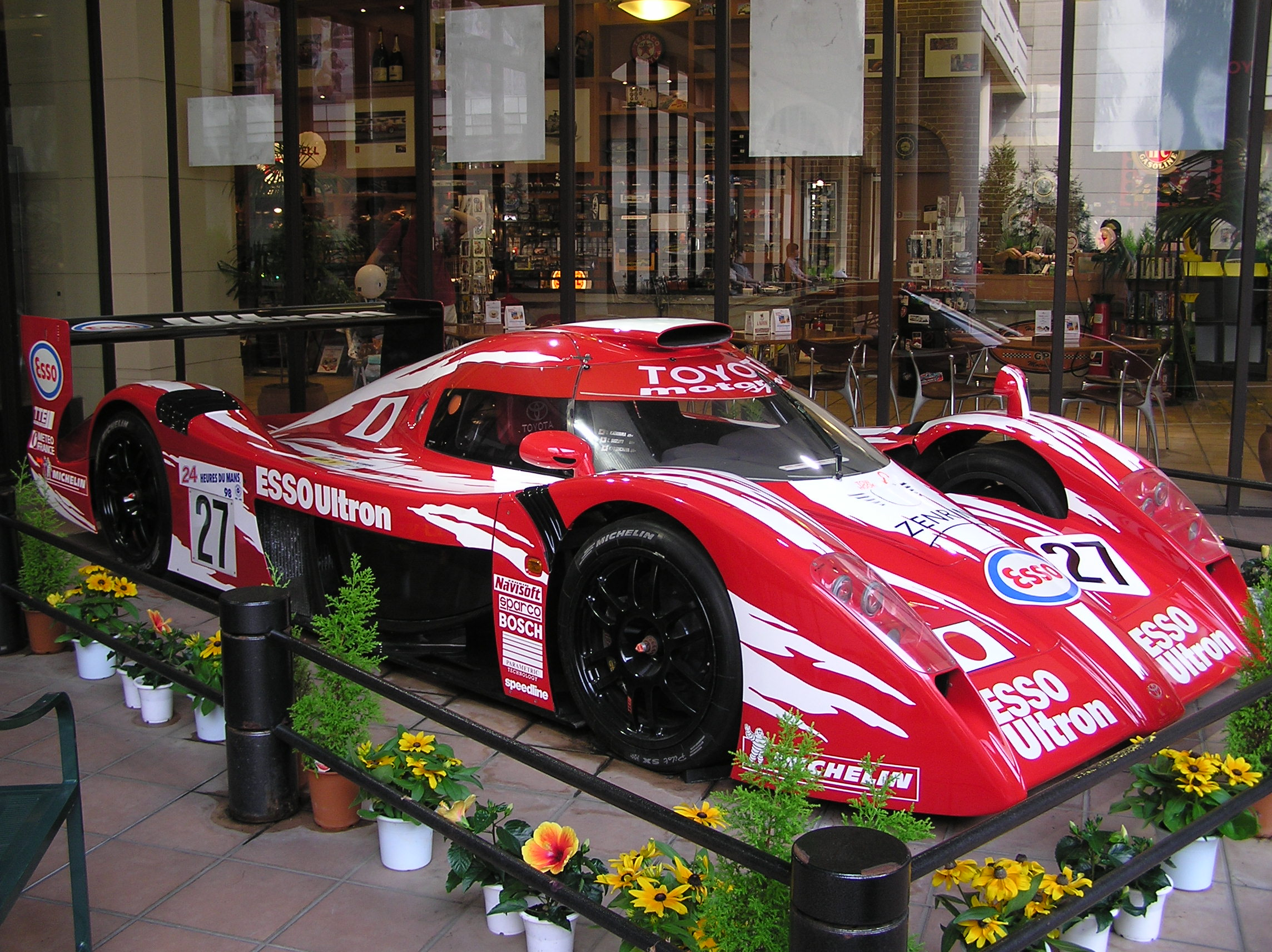
1998年仕様

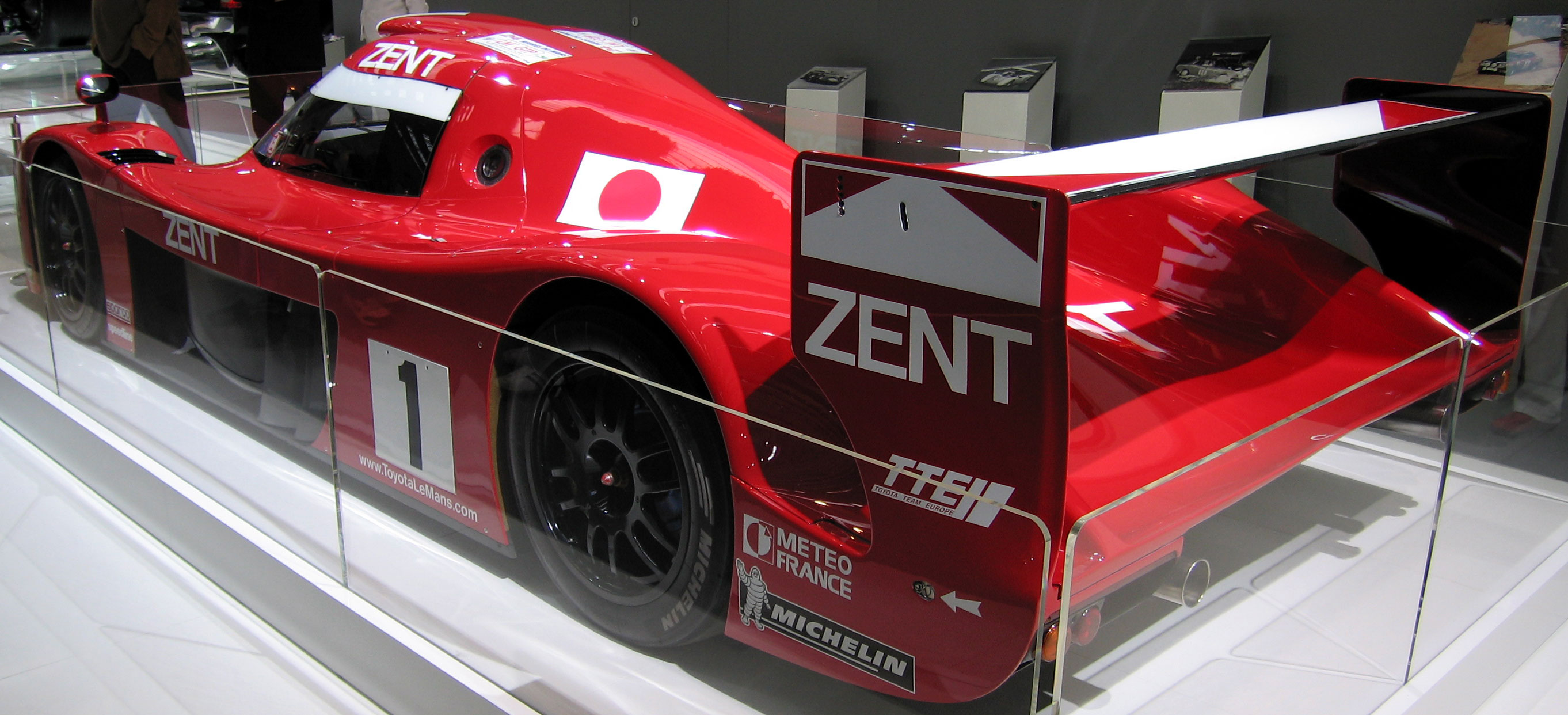
リアビュー

トラブルにより結果は残せなかったものの戦闘力の高さは折り紙つきで、ライバルからも注目を集めた。特にベントレー・スピード8は、デ・コルタンツが「あれを作った人間たちはGT-Oneの細かいところまで写真に撮っていて、空力的な作りだけでなくサスペンションのデザインから何からもGT-Oneのコピーを作った」「GT-Oneのクローン」と語っている。